# Mary Queen of Scots (2018)
Mary Queen of Scots is een Brits-Amerikaans kostuumdrama uit 2018 onder regie van Josie Rourke. De hoofdrollen worden vertolkt door Saoirse Ronan en Margot Robbie.

## Verhaal
De film speelt zich af omstreeks 1569, het jaar waarin Mary Stuart, de katholieke koningin van Schotland, en haar nicht Elizabeth I, de protestantse koningin van Engeland, in een hevige machtsstrijd verwikkeld raken.

## Rolverdeling
| Acteur                | Personage            |
| --------------------- | -------------------- |
| Saoirse Ronan         | Mary, Queen of Scots |
| Margot Robbie         | Queen Elizabeth I    |
| Jack Lowden           | Lord Darnley         |
| David Tennant         | John Knox            |
| Joe Alwyn             | Robert Dudley        |
| Martin Compston       | Earl of Bothwell     |
| Guy Pearce            | William Cecil        |
| Brendan Coyle         | Matthew Stewart      |
| James McArdle         | Earl of Moray        |
| Maria-Victoria Dragus | Mary Fleming         |
| Gemma Chan            | Elizabeth Hardwick   |
| Ismael Cruz Córdova   | David Rizzio         |
| Eileen O'Higgins      | Mary Beaton          |
| Alex Beckett          | Walter Mildmay       |
| Ian Hart              | Lord Maitland        |
| Adrian Lester         | Lord Randolph        |

## Productie
In 2004 bracht historicus John Guy met Queen of Scots: The True Life of Mary Stuart een boek uit over Mary Stuart, de koningin van Schotland. Twee jaar later doken er plannen op om een film over Mary Stuart te maken met Scarlett Johansson als hoofdrolspeelster en Jimmy McGovern als scenarist. Het budget voor het project werd tussen 25 en 30 miljoen dollar geschat. In januari 2012 verklaarde Michael Hirst, bekend als de scenarist van kostuumdrama's als Elizabeth (1998) en The Tudors (2007–2010), dat hij een filmscenario over de Schotse koningin had geschreven. Het script werd opgepikt door het productiebedrijf Working Title en in augustus 2012 werd onthuld dat Saoirse Ronan het titelpersonage zou vertolken. In 2013 werd regisseuse Susanne Bier aan het project gelinkt en raakte bekend dat toneelschrijfster Penelope Skinner was ingeschakeld om aan het script van Hirst te werken. In oktober 2014 verklaarde Bier dat Mary Queen of Scots haar volgende film zou worden.
In december 2016 raakte bekend dat het project door Josie Rourke zou verfilmd worden. Enkele maanden later, in april 2017, werd Margot Robbie gecast als Queen Elizabeth I en raakte bekend dat Beau Willimon een nieuw scenario zou schrijven, gebaseerd op Guy's non-fictieboek uit 2004. In juni 2017 werd de cast uitgebreid met Jack Lowden, Joe Alwyn, Martin Compston en Maria-Victoria Dragus. Twee maanden later werden onder meer Brendan Coyle, David Tennant, Guy Pearce en Gemma Chan aan het project toegevoegd.
De opnames gingen in augustus 2017 van start en eindigden op 1 november 2017. Er werd gefilmd in onder meer Edinburgh, Glencoe, Strathdon (Aberdeenshire), Derbyshire, Oxford en Londen. In september 2017 werd er gefilmd in East Lothian, aan de Schotse kust. Verder vonden er ook opnames plaats in Pinewood Studios.
Op 15 november 2018 ging Mary Queen of Scots in première op het filmfestival van de American Film Institute (AFI).